# Mitromorpha torticula
Mitromorpha torticula é uma espécie de gastrópode do gênero Mitromorpha, pertencente a família Mitromorphidae.